# Georges Robert
Georges Robert (* 10. Juni 1893 in Paris; † 23. Oktober 1985 in Paris) war ein französischer Eishockeyspieler.

## Karriere
Georges Robert nahm für die französische Eishockeynationalmannschaft an den Olympischen Winterspielen 1928 in St. Moritz teil. Auf Vereinsebene spielte er für den Club des Patineurs de Paris.